# GagaOOLala
GagaOOLala es un servicio internacional de video bajo demanda por suscripción con sede en Taiwán, especializado en películas, series y películas de televisión LGBT sin censura. Se ha asociado con Line TV para crear series de televisión creadas. El servicio se lanzó en marzo de 2017, inicialmente solo en Taiwán, antes de extenderse a los 10 países de la ASEAN en el Sudeste Asiático en 2017, Hong Kong y Macao en 2018 y el resto de Asia en 2019. El servicio estuvo disponible globalmente, excepto en China continental, en mayo de 2020.
Es el primer servicio OTT centrado en la comunidad LGBT en Asia. Su catálogo incluye largometrajes, cortometrajes, documentales, series y contenido original propio.

## Historia
Jay Lin es uno de los cofundadores del Festival Internacional de Cine de Taiwán y estuvo a cargo de la organización del festival durante sus tres primeras ediciones. Sin embargo, él consideró que la experiencia en festivales de cine era limitada en cuanto a la disponibilidad de contenido LGBT para el público asiático, por lo que decidió crear la primera plataforma de streaming LGBT de Asia, GagaOOLala. GagaOOLala se lanzó en Taiwán el 11 de noviembre de 2016. Su primera expansión en el mercado asiático se produjo con el lanzamiento en los 10 países que conforman la ASEAN en el Sudeste Asiático el 28 de abril de 2017. El 14 de junio de 2019, el servicio de streaming comenzó a operar en todo el sur de Asia. La compañía hizo el anuncio junto con un acuerdo de distribución con el Festival Internacional de Cine Queer KASHISH de Bombay. El 15 de mayo de 2020, GagaOOLala se lanzó a nivel mundial.

### Activismo
El 28 de octubre de 2016, GagaOOLala celebró la primera Gala Queermosa, una ceremonia de premios «para dar amplia visibilidad mediática a las personas y empresas que trabajan arduamente para que las voces LGBTQ+ sean escuchadas en Taiwán». La ceremonia contó con el apoyo de GLAAD. Entre los ganadores del primer año se encontraban la presentadora de televisión Dee Hsu, la cantante A-mei y el activista de derechos humanos Chi Chia-wei.
Durante las celebraciones del Orgullo de Taipéi de 2018, GagaOOLala, GagaTai y LalaTai organizaron, junto con la fotógrafa de moda singapurense Leslie Kee, la exposición fotográfica «Out in Taiwan». El proyecto consistió en retratos en blanco y negro de personas LGBTQ+ que viven en Taiwán con el fin de humanizar a la comunidad LGBTQ+.
GagaOOLala también es una de las cinco fundadoras de la Coalición por la Igualdad Matrimonial de Taiwán, uno de los principales grupos de derechos LGBTQ+ en Taiwán. La organización fue una de las principales fuerzas impulsoras de la aprobación de la ley de matrimonio igualitario en la República de China el 17 de mayo de 2019, convirtiéndolo en el primer país de Asia.

### Nombre
En una entrevista de 2019, Jay Lin, director ejecutivo del servicio OTT, reveló la historia detrás del nombre: «Lala y gaga son términos coloquiales para lesbianas y gays en chino. El "oo" proviene del francés "ou", que significa "o"».

### GOL Studios
En marzo de 2019, GagaOOLala lanzó GOL Studios, una plataforma de crowdsourcing para facilitar la producción y distribución de contenido LGBT en todo el mundo.  En su primer año, GOL Studios ayudó la producción de 11 proyectos.

## Contenido
La plataforma alberga actualmente más de 1000 títulos LGBT, incluyendo largometrajes, cortometrajes, documentales y series de todo el mundo, con especial atención al cine queer asiático. GagaOOLala ha producido contenido original desde su lanzamiento. En 2016, produjeron el cortometraje Sodom's Cat, de Ting-Chun Huang, la primera historia queer con clasficación R de la filmografía de la isla. La película fue alabada en el Frameline Film Festival de ese año y nominada al Iris Prize.
Al año siguiente, en 2017, GagaOOLala produjo su primer largometraje, Tale of the Lost Boys, del director filipino Joselito Altarejos. La película, una historia intercultural taiwanesa-filipina que aborda temas de sexualidad e identidad personal, recibió los premios a la Mejor Película, Mejor Guion, Mejor Montaje y Mejor Dirección en el Festival de Cine Sinag Maynila. Ese mismo año, la plataforma también encargó su primera serie original, Queer Taiwan, un documental episódico sobre las circunstancias que han convertido a Taiwán en un referente para los derechos LGBT en Asia y, finalmente, en el primer país del continente en legalizar el matrimonio igualitario.
En 2024, GagaOOLala presentó su primera coproducción con la emisora japonesa TV Tokyo para adaptar el manga yaoi, At 25:00, in Akasaka; la serie se estrenó simultáneamente con la transmisión japonesa.